# Battaglia della porta persiana
La battaglia della Porta persiana fu uno scontro tra l'esercito persiano, comandato dal satrapo di Persia Ariobarzane e l'esercito macedone comandato da Alessandro Magno. Nell'inverno del 330 a.C. Ariobarzane guidò l'ultima resistenza dei Persiani, in inferiorità numerica rispetto ai Macedoni, resistendo per un mese. Alessandro alla fine venne a conoscenza di un percorso per arrivare alla parte posteriore dello schieramento persiano grazie ai prigionieri di guerra catturati o ad un pastore locale.

## Antefatto
L'impero persiano aveva subito numerose sconfitte da parte dell'esercito macedone al Granico, a Isso e Gaugamela, ed alla fine del 331 a.C. Alessandro aveva marciato verso Babilonia e Susa. La strada Reale collegava Susa, la prima capitale iraniana in Elam, con le capitali più orientali di Persepoli e Pasargade, in Persia, ed era il percorso migliore per continuare la campagna militare di Alessandro. Nel frattempo il re Dario stava allestendo un nuovo esercito ad Ecbatana, nella provincia occidentale di Hamadan, oggi in Iran. Ariobarzane fu incaricato di impedire l'avanzata macedone in Persia, e per attuare ciò fece affidamento sulla zona che Alessandro avrebbe dovuto necessariamente attraversare. C'erano solo alcuni altri itinerari possibili attraverso i monti Zagros, che però erano resi più pericolosi dall'inizio dell'inverno.
Dopo la conquista di Susa Alessandro divise l'esercito macedone in due parti. Un generale macedone, Parmenione, ne condusse una metà lungo la strada Reale e Alessandro in persona prese la strada per la Persia. Per giungervi era necessario attraversare la porta persiana, uno stretto passo di montagna in cui si poteva facilmente tendere un'imboscata.
Durante la sua avanzata Alessandro soggiogò gli Uxiani, una tribù locale che aveva richiesto il tributo abituale per concedere al re il passaggio sicuro. Avvicinandosi alla porta Persiana non incontrò alcuna resistenza; credendo di non incontrare altre truppe nemiche durante la marcia, tralasciò di inviare esploratori davanti alla sua avanguardia ed entrò direttamente nell'imboscata di Ariobarzane.
La valle che precede la porta Persiana, chiamata Tang'e Meyran, è inizialmente molto ampia, il che permise all'esercito macedone di avvicinarsi alla montagna in perfetto ordine. Ariobarzane occupava una posizione nei pressi del villaggio odierno di Cheshmeh Chenar. La strada, in quel punto, si curvava a sud-est e si restringeva notevolmente, rendendo così il terreno particolarmente insidioso e quindi adatto al disegno di Ariobarzane.

## Forze in campo
Secondo lo storico Arriano, Ariobarzane contava su un esercito di 4 000 fanti e 700 cavalieri; secondo Curzio Rufo e Diodoro Siculo, invece, aveva a disposizione 25 000 fanti e il secondo aggiunge ad essi 300 cavalieri. Gli storici moderni concordano con queste stime. Tuttavia sembra che le stime greche per la fanteria persiana siano esagerate: Ariobarzane, infatti, difficilmente avrebbe potuto avere un esercito più grande di quello che aveva combattuto a Gaugamela. Arriano, nominando 700 soldati, potrebbe riferirsi quindi al numero complessivo delle truppe del satrapo; l'Encyclopædia Iranica afferma infatti che i difensori fossero solamente 700, al massimo 2 000. Contro queste truppe Alessandro condusse un esercito di più di 10 000 uomini, avendo mandato Parmenione insieme alla carovana dei bagagli con le truppe leggere. Poteva contare quindi sulla fanteria macedone, su lancieri ed arcieri.

## La battaglia

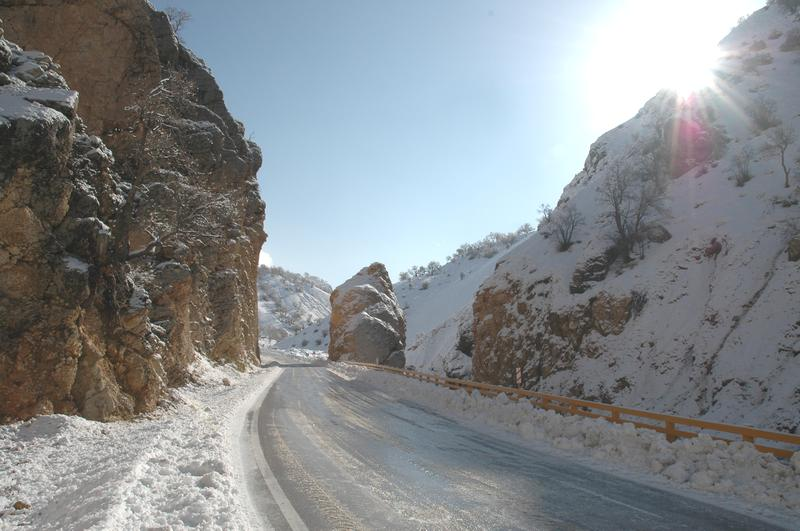
La porta Persiana oggi: negli anni '90 vi è stata costruita una strada.

Nel punto dell'agguato il passaggio era largo appena un paio di metri. Quando l'esercito macedone fu avanzato a sufficienza nel passo, i Persiani scagliarono su di esso dei massi dal versante settentrionale. Da quello meridionale gli arcieri persiani lanciavano le loro frecce. L'esercito di Alessandro inizialmente subì pesanti perdite, perdendo interi plotoni alla volta. I Macedoni tentarono di ritirarsi, ma il terreno ostile e la loro retroguardia che stava ancora avanzando rendevano impossibile una ritirata ordinata. Alessandro fu costretto a lasciare indietro i suoi morti per salvare il resto dell'esercito, cosa che rappresentò un'ignominia per i Greci ed i Macedoni, che consideravano sacro il recupero e la degna sepoltura dei loro defunti.
Ariobarzane credeva, non senza ragione, che l'esito positivo dell'impresa avrebbe potuto cambiare la guerra. L'impedimento del passaggio di Alessandro attraverso la porta Persiana avrebbe costretto l'esercito macedone ad utilizzare altre vie per invadere la Persia, cosa che avrebbe permesso a Dario di guadagnare del tempo per preparare un altro esercito in grado di bloccare definitivamente l'invasione macedone.
Ariobarzane tenne il passo per un mese, ma Alessandro riuscì a circondare l'esercito persiano con un attacco a tenaglia con Filota e sfondò le linee persiane. Il re macedone ed il suo contingente elitario attaccò poi Ariobarzane dall'alto in un attacco a sorpresa fino a quando i Persiani non riuscirono più a mantenere la posizione. La cronaca della battaglia è controversa e varia in base agli storici. Curzio Rufo ed Arriano dicono che furono alcuni prigionieri di guerra a condurre Alessandro attraverso le montagne verso la parte posteriore dello schieramento persiano, mentre nel campo macedone rimase solo un piccolo contingente sotto il comando di Cratero.
(Curzio Rufo, V, 3, 31-32.)
Diodoro e Plutarco generalmente concordano con questa interpretazione, anche se non sono d'accordo sui numeri. Anche gli storici moderni Heckel e Stein danno credito a questa ipotesi. Nonostante le cifre precise non siano disponibili, alcuni storici affermano che questo combattimento costò ad Alessandro le maggiori perdite durante la campagna per la conquista della Persia.
Secondo alcuni resoconti Ariobarzane e gli altri superstiti rimasero intrappolati, ma piuttosto che arrendersi marciarono direttamente sullo schieramento macedone. Alcuni dicono che Ariobarzane sia stato ucciso nell'ultima carica, mentre un'altra versione da Arriano riferisce che Ariobarzane fuggì a nord, dove si arrese ad Alessandro con i suoi compagni. Lo storico moderno Prevas sostiene che Ariobarzane ed il rimanente del suo esercito si ritirarono a Persepoli, dove trovarono le porte della città chiuse da Tiridate, un nobile persiano custode del tesoro reale di Dario III, che si era segretamente accordato con Alessandro Magno. Tiridate capì l'inutilità di cercare di resistere alle truppe macedoni e così, piuttosto che ingaggiare battaglia con il re macedone, permise ad Alessandro di massacrare Ariobarzane ed i suoi uomini fuori le mura della città.
Alcuni storici considerano la battaglia della porta Persiana il più grande scontro avvenuto durante la conquista della Persia da parte di Alessandro. Michael Wood l'ha chiamata "la battaglia decisiva" e Bosworth si riferisce ad essa come una "vittoria completa e decisiva per Alessandro".

## Conseguenze
Tra la battaglia delle Termopili e quella della porta Persiana sono state riconosciute analogie da autori antichi e moderni. La porta Persiana ricoprì il ruolo "di una Termopili persiana, e come le Termopili cedette". La battaglia della porta Persiana fu una specie di inversione della battaglia delle Termopili, combattuta in Grecia nel 480 a.C., nel tentativo, da parte dei Greci, di resistere ad un esercito persiano in schiacciante maggioranza. Qui Alessandro, durante la campagna per vendicare l'invasione persiana della Grecia, si trovò ad affrontare la stessa situazione dei Persiani. Si dice anche che un pastore iraniano condusse l'esercito macedone intorno alle difese persiane, proprio come il greco Efialte, alle Termopili, aveva mostrato ai Persiani un percorso segreto per aggirare il passaggio delle Termopili.
La vittoria su Ariobarzane eliminò l'ultimo ostacolo militare tra Alessandro e Persepoli. Al suo arrivo a quella città il sovrano macedone nominò un generale di nome Frasaorte successore di Ariobarzane. Alessandro confiscò il tesoro di Persepoli, che allora rappresentava la più grande concentrazione di ricchezza del mondo, garantendosi l'indipendenza finanziaria dagli stati greci. Quattro mesi dopo Alessandro permise alle sue truppe di saccheggiare Persepoli e di uccidere tutti gli uomini e schiavizzare tutte le donne, volendo soddisfare le aspettative del suo esercito e dei cittadini greci o, forse, vendicarsi ulteriormente nei confronti dei Persiani. La distruzione della città venne eseguita in un modo insolito e gli abitanti si arresero senza combattere. In precedenza infatti Alessandro aveva lasciato le città persiane conquistate praticamente intatte. Nel maggio del 330 a.C., Alessandro ordinò che il terrapieno di Persepoli, compresi i suoi palazzi e le sale dell'udienza reale, fosse bruciato prima della sua partenza per andare ad incontrare Dario III. Le fonti non concordano sul motivo per cui ordinò la distruzione: potrebbe essere stato un atto di vendetta per l'incendio dell'Acropoli di Atene avvenuto durante la seconda guerra persiana, un atto impulsivo a seguito di un'ubriacatura, o un gesto nato dalla rabbia di Alessandro per non essere riconosciuto come il legittimo successore di Dario III.